# Psychomyia gonzalezi
Psychomyia gonzalezi is een schietmot uit de familie Psychomyiidae. De soort komt voor in het Oriëntaals gebied.